# Kasa (socken)
Kasa (kinesiska: 卡撒乡, 卡撒) är en socken i Kina. Den ligger i provinsen Sichuan, i den sydvästra delen av landet, omkring 200 kilometer väster om provinshuvudstaden Chengdu. Antalet invånare är 4 082. Befolkningen består av 1 952 kvinnor och 2 130 män. Barn under 15 år utgör 19,0 %, vuxna 15-64 år 70 %, och äldre över 65 år 9,0 %.
Genomsnittlig årsnederbörd är 1 047 millimeter. Den regnigaste månaden är juni, med i genomsnitt 231 mm nederbörd, och den torraste är december, med 5 mm nederbörd.